# Patrick Aloysius O'Boyle
Patrick Aloysius O'Boyle (Scranton (Pennsylvania), 18 juli 1896 - Washington, 10 augustus 1987) was een Amerikaans geestelijke en een kardinaal van de Rooms-Katholieke Kerk.
O'Boyle bezocht het Saint Thomas College in Scranton en studeerde vervolgens aan het Saint Joseph's Seminary in Yonkers (New York) en aan de New York School of Social Work in New York. Hij werd op 21 mei 1921 priester gewijd door Patrick Joseph Hayes, aartsbisschop van New York. Vervolgens werkte hij in dit aartsbisdom als pastoor en als docent aan verschillende opleidingen. Ook was hij betrokken bij de organisatie van het jongerenwerk in de stad New York.
O'Boyle werd door paus Pius XII in 1941 verheven tot kamerheer en in 1947 tot Ereprelaat van Zijne Heiligheid.
Op 29 november 1947 werd O'Boyle benoemd tot aartsbisschop van Washington. Zijn bisschopswijding vond plaats op 14 januari 1948; Francis Spellman was zijn eerstwijdende bisschop. In 1955 werd hij benoemd tot bisschop-troonassistent van Zijne Heiligheid. O'Boyle nam deel aan het Tweede Vaticaans Concilie. In 1965 werd Washington tot metropolitaan aartsbisdom verheven.
Tijdens het consistorie van 26 juni 1967 werd O'Boyle kardinaal gecreëerd. Hij kreeg de rang van kardinaal-priester. Zijn titelkerk werd de San Nicola in Carcere (pro hac vice). O'Boyle nam - op grond van zijn leeftijd - niet deel aan de conclaven in augustus 1978 en oktober 1978.
O"Boyle ging op 3 maart 1973 met emeritaat. Hij overleed in 1987 op 91-jarige leeftijd en werd begraven in de kapel van Franciscus van Assisi, in de kathedraal van Washington.
- Gemeinsame Normdatei: 133050963
- International Standard Name Identifier: 0000 0000 3881 5863
- Library of Congress Control Number: n87891197
- Nationale Bibliotheek van Israël: 987007325175205171
- Istituto Centrale per il Catalogo Unico: CUBV154733
- SNAC: w6z32vpm
- Virtual International Authority File: 55325421
- WorldCat: E39PBJx4hw6C8tdBpXGRhhrXh3